# Corone dell'Impero romano
La storia romana fin dall'antichità ebbe varie tipi di corone e copricapi. Secondo la leggenda Numa Pompilio indossava un laccio bianco legato in testa. Le raffigurazioni monetarie lo mostrano con i capelli lunghi, la barba e la fascia nei capelli recanti il nome NVMA.
In età monarchica sulla scia della tradizione etrusca i re portavano una fascia, spesso la barba era simbolo di regalità. 

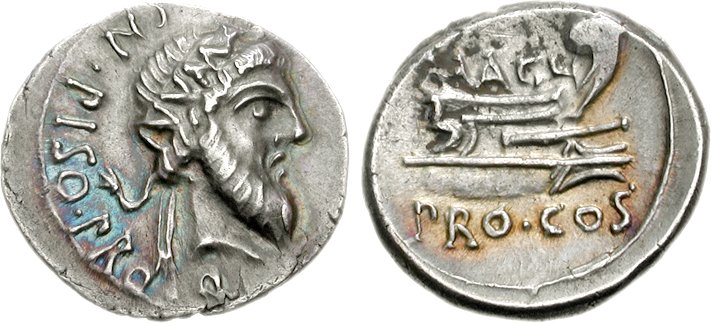
Moneta commemorativa di età repubblicana recante il volto di Numa, si noti la fascia e la barba

Nella tarda età monarchica si diffuse l'uso della corona d'alloro o di quercia legata da un nastro, inizialmente fresca in seguito d'oro. Solo verso la fine della monarchia si diffuse l'uso di una sottile lamina d'oro usata come corona.   
Con l'avvento della Repubblica si diffuse l'uso della corona civica, usata per le ricompense militari e civili,in seguito si diffusero la corona turrita, la corona navale e la corona palata. I capelli erano portati corti , la barba non si portava 
Con l'avvento dell'Impero oltre alle comuni ricompense militari e civili repubblicani gli Imperatori ornavano il loro capo con una corona d'alloro d'oro e nelle occasioni più solenni con una corona radiata. Già Augusto portava la corona radiata, fatto riscontratosi in numerosi cammei del periodo.

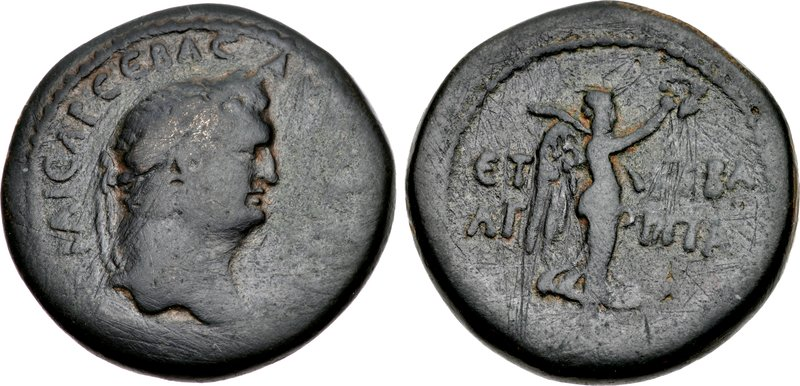
Moneta di età repubblicana raffigurante la testa laureata di Agrippa

Nel II sec.d.c. gli imperatori Antonini usavano i due tipi di corona, anche se spesso non le portavano a causa delle loro acconciature alla greca lunghe e ricciolute con le lunghe barba. Con Settimio Severo, Caracalla e Geta si diffuse pure il diadema usato soprattutto nel IV e V sec.d.c.

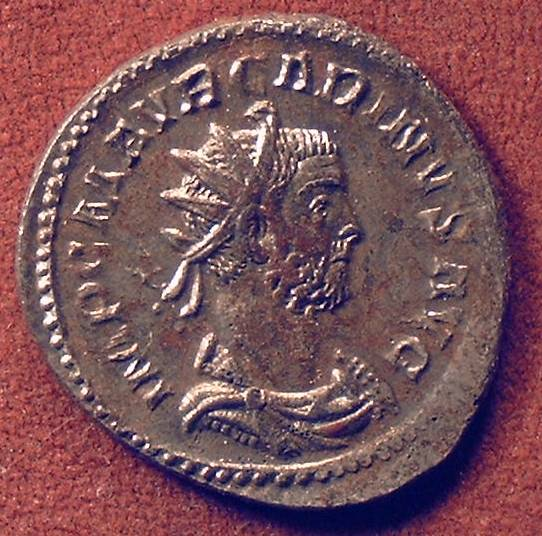
Antoniniano di II sec.d.c. recante il busto radiato di Carino

Caracalla agli inizi del III sec.d.c. introduce come moneta l'Antoniniano moneta argentea dal valore di doppio dracme che raffigurava l'imperatore con la corona radiata che ricordava i raggi del sole. Eliogabalo, che tentò di portare a Roma il culto di EL Gabal, usava spesso corone radiate ricordando il suo luogo di gran sacerdote. Durante tutto il III sec.d.c. la corona radiata soppiantò quasi del tutto la corona laureata. Gli Imperatori soldati pare che le portassero anche nei campi di battaglia, la barba e i capelli erano portati corti. Famosi furono Emiliano, Gallieno , Claudio il Gotico, Aureliano, imperatori di grande valore militare e strategico. Aureliano portò a Roma intorno agli anni '70 del III sec.d.c. il culto del Sol Invictus, culto proveniente da Oriente e ne fissò come Dies Natalis il 25 Dicembre, costruì secondo l'Historia Augusta uno splendido tempio e respinto i barbari donò alla plebe di Roma pane e carne.
La corona radiata rimase in voga per tutto il III secolo. Diocleziano la usava e forse anche Costantino ne aveva una, ma nel 302 con la riforma monetaria, Diocleziano fece sparire dalla circolazione gli Antoniniani ormai troppo svalutati e li sostituì con il follis, moneta d'argento che recava il busto dell'imperatore laureato. Con la riforma di Diocleziano si diffusero copricapi e berretti diademati.
Nel IV secolo gli Imperatori come Costantino, Giuliano l'Apostata ecc. sono raffigurati nel solidus con la testa diademata. Il diadema di gemme sostituì quasi del tutto le precedenti corone. Alla fine del IV secolo gli imperatori usavano il diadema, collane e sempre più spesso orecchini con pendenti. Si diffuse l'uso di capelli di media lunghezza portati a caschetto.
Nel V secolo il diadema cambia foggia ed è spesso sormontato da una croce, la corona d'alloro e quella radiata sono completamente scomparse. L'imperatore tardoantico arricchisce il suo capo con una corona diademata e con lunghi pendenti.

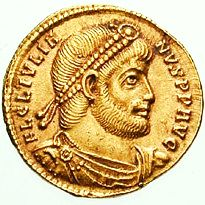
Solidus di IV sec.d.c. recante l'effide diademata di Giuliano l'Apostata

Dopo il crollo dell'impero romano d'occidente i re dei regni romano-barbarici portano capelli lunghi, baffi o barba e una corona ferrea o d'oro inizialmente molto semplice, dopo il VI secolo in Europa scompare l'uso ormai solo bizantino di portare gli orecchini.